# Ilyrgis costinotata
Ilyrgis costinotata är en fjärilsart som beskrevs av George Francis Hampson 1926. Ilyrgis costinotata ingår i släktet Ilyrgis och familjen nattflyn. Inga underarter finns listade i Catalogue of Life.